# Vesna (odrůda révy vinné)
Vesna je středně pozdní, interspecifická moštová odrůda révy (též hybridní odrůda, mezidruhové křížení, PiWi odrůda), určená k výrobě bílých vín, která byla vyšlechtěna v České republice Doc. Ing. Milošem Michlovským, CSc. a kolektivem šlechtitelů Vědeckovýrobního sdružení Resistant Velké Bílovice (později Vinselekt Perná).
Vesna je složitý kříženec odrůd [(Merlot x Vitis amurensis) x /(Agadaj x Muškát alexandrijský)/ x SV 20473)] x (Nimrang x SV 20366).

## Popis
Réva odrůdy Vesna je jednodomá dřevitá pnoucí liána, dorůstající v kultuře až několika metrů. Kmen tloušťky až několik centimetrů je pokryt světlou borkou, která se loupe v pruzích. Úponky umožňují této rostlině pnout se po pevných předmětech. Růst je středně bujný až bujný, réví je silnější, vyzrává dobře, má hnědou až hnědočervenou barvu. Vrcholky letorostů jsou zelené s narůžovělými okraji.
List je středně velký až velký, pětilaločnatný s hlubokými výkroji, které mají většinou oblé dno, horní výkroje jsou často uzavřené s průsvitem, řapíkový výkroj je překrytý s průsvitem, s ostrým dnem.
Oboupohlavní květy v hroznovitých květenstvích jsou žlutozelené, pětičetné, samosprašné. Plodem je malá, kulatá bobule zelenožlutá až zlatožluté barvy. Hrozen je středně velký, křídlatý, cylindrický, středně hustý.

## Původ a rozšíření
Vesna je interspecifická moštová odrůda révy, složitý kříženec odrůd [(Merlot x Vitis amurensis) x /(Agadaj x Muškát alexandrijský)/ x SV 20473)] x (Nimrang x SV 20366).
Byla vyšlechtěna v České republice Doc. Ing. Milošem Michlovským, CSc. a kolektivem šlechtitelů Vědeckovýrobního sdružení Resistant Velké Bílovice (později Vinselekt Perná). V týmu šlechtitelů byli ještě Ing. František Mádl, Prof. Ing. Vilém Kraus, CSc., Lubomír Glos a Vlastimil Peřina. Vlastní křížení a selekce postupně proběhly v Lednici na Moravě, v Břeclavi a v Perné. Pracovní název odrůdy je BV-12-141.
Odrůda je zapsána do Státní odrůdové knihy České republiky (2012). Není ani odrůdou, povolenou k výrobě zemských vín. Pěstuje se pouze v pokusných výsadbách, malé plochy vinic se nacházejí například v Dubňanech.

## Název
Vesna je bohyně mládí, života, mladé nespoutané lásky a jara ve slovanské mytologii. Někdy byla ztotožňována s bohyní Ladou, v křesťanské angelologii je ztotožňována s archandělem Anaelem nebo bohyní Venuší. Byl jí přisuzován strom bříza, která ze všech lesních stromů na jaře raší jako první.

## Pěstování
Růst je středně bujný až bujný, réví je silnější, dobře vyzrává. Zaměkání bobulí nastává v polovině srpna, zrání je středně pozdní. Odolnost vůči houbovým chorobám obecně je zvýšená, plodnost je střední až vyšší, pravidelná.

### Multimédia
- Martin Šimek : Encyklopédie všemožnejch odrůd révy vinné z celýho světa s přihlédnutím k těm, co již ouplně vymizely, 2008-2012